# O-diidrossicoumarina 7-O-glucosiltransferasi
La o-diidrossicoumarina 7-O-glucosiltransferasi è un enzima appartenente alla classe delle transferasi, che catalizza la seguente reazione:
UDP-glucosio + 7,8-diidrossicumarina ⇄ UDP + dafnina
L'enzima converte l'aglicone dafetina in dafnina e, più lentamente, esculetina in cicoriina, umbelliferone in skimmina, idrangetina in idrangina e scopoletina in scopolina.